# Mada Wau
Mada Wau is een bestuurslaag in het regentschap Bima van de provincie West-Nusa Tenggara, Indonesië. Mada Wau telt 649 inwoners (volkstelling 2010).